# Il meglio (Francesco Renga)
Il meglio è una raccolta di successi del cantante italiano Francesco Renga, pubblicata dalla Universal nel 2014.

## Il disco
Digipak composto da 2 CD, privo di brani inediti, distribuito nelle edicole da Mondadori (catalogo SIAE 14SC0003).

## Tracce
Testi di Francesco Renga, musiche di Francesco Renga e Luca Chiaravalli, eccetto dove indicato.

### CD 1
1. Un giorno bellissimo – 3:13 – 2010
2. Raccontami... – 3:27 (musica: Francesco Renga, Umberto Iervolino) – 2001
3. Per farti tornare – 3:45 – 2010
4. Francesco Renga con Franco Battiato – La strada – 3:55 – 2010
5. Ho ma non ho – 3:50 – 2012
6. Uomo senza età – 3:09 (musica: Maurizio Zappatini) – 2009
7. Dove il mondo non c'è più – 4:26 – 2002
8. Dimmi... – 3:41 – 2007
9. Come te – 3:56 – 2004
10. La voce del silenzio – 3:39 (testo: Paolo Limiti, Mogol – musica: Elio Isola) – 2009
11. Ci sarai – 4:14 – 2004
12. Di sogni e illusioni – 3:13 (musica: Francesco Renga, Emilio Munda, Piero Romitelli) – 2010
13. Faccia al muro – 4:49 (Francesco Renga) – 2002
14. Un'ora di più – 4:02 – 2004
15. Se perdo te (The Time Has Come) – 3:08 (testo: Sergio Bardotti – musica: Paul Korda) – 2009
16. Regina triste – 3:45 (musica: Francesco Renga, Luca Chiaravalli, Stefano Brandoni) – 2010

### CD 2
1. Angelo – 3:25 (musica: Maurizio Zappatini) – 2005
2. Tracce di te – 4:17 (musica: Francesco Renga, Denise Noris) – 2002
3. ...Via! – 3:17 (musica: Denise Noris) – 2000
4. Favole – 5:20 (musica: Denise Noris) – 2000
5. La tua bellezza – 3:29 (Francesco Renga, Diego Mancino, Dario Faini) – 2012
6. Dove finisce il mare – 4:27 – 2007
7. Segreti – 3:53 – 2002
8. Cambio direzione – 3:48 – 2007
9. Ancora di lei – 4:54 (musica: Denise Noris) – 2000
10. Meravigliosa (la Luna) – 4:07 – 2004
11. Lei (She) – 3:03 (testo: Giorgio Calabrese – musica: Charles Aznavour) – 2009
12. Sto già bene – 3:25 – 2002
13. Senza sorridere (album version) – 3:58 (Francesco Renga, Diego Mancino, Dario Faini) – 2012
14. L'ultima occasione – 3:24 (testo: Tony Del Monaco – musica: Climax, Gianni Meccia) – 2009
15. Impressioni di settembre – 4:25 (testo: Mauro Pagani, Mogol – musica: Franco Mussida) – 2001
16. Stai con me – 3:41 (Francesco Renga, Emilio Munda) – 2010